# Reggiana Calcio Femminile 2005-2006
Questa voce raccoglie le informazioni riguardanti l'Associazione Sportiva Dilettantistica Reggiana Calcio Femminile nelle competizioni ufficiali della stagione 2005-2006.

## Stagione
La società affida nuovamente la direzione tecnica al tecnico Milena Bertolini, al suo secondo anno sulla panchina Granata e che la stagione precedente assicurò il quarto posto in classifica nel campionato di Serie A. La campagna acquisti estiva si limita ad acquisire Federica D'Astolfo, centrocampista di provenienza Atletico Oristano, con Bertolini che può contare sulla rosa della stagione precedente integrata da inserimenti dalla formazione giovanile.
La stagione si rivela tuttavia difficile fin dai primi incontri di Coppa Italia dove, inserita nel girone 5, nel primo turno eliminatorio la Reggiana supera solamente la Romagna venendo battuta nelle altre tre partite con l'eliminazione dal torneo certa già dopo la sconfitta in trasferta per 1-0 con la Vigor Senigallia.
Il campionato riflette il difficile avvio della squadra, incapace di trovare risultati positivi perdendo gli incontri fino alla 9ª giornata con la sola eccezione della facile vittoria sull'Atletico Oristano fanalino di coda in notevole difficoltà. Dopo una timida ripresa a cavallo di metà campionato, che coincidono con lo svincolo di due giocatrici, Alessandra Gualandri e l'attaccante Sara Tommasi, quest'ultima trasferitasi al Montale 2000, quattro risultati negativi di seguito fanno temere la retrocessione, tuttavia l'incontro di ritorno in casa dell'Atalanta, diretta rivale per la salvezza, vede ribaltare il risultato dell'andata alla 20ª giornata, e il successivo incontro casalingo dove le Granata fermano sullo 0-0 il risultato con la Torres Terra Sarda assicurano alla Reggiana la matematica salvezza.

## Divise e sponsor
La tenuta riproponeva lo schema già utilizzato dalla Reggiana maschile, ovvero completo granata per la prima e completamente bianca, o con calzettoni granata, per la seconda. Lo sponsor principale era Forneria Artigiana, mentre il fornitore delle tenute era Legea.
|  | 1ª divisa |  | 2ª divisa |

## Organigramma societario
Tratto dal sito Football.it.
Area amministrativa
- Presidente: Elisabetta "Betty" Vignotto

Area tecnica
- Allenatore: Milena Bertolini

## Rosa
Rosa e ruoli tratti dal sito Football.it.
| N. |                   | Ruolo | Calciatrice        |
| -- | ----------------- | ----- | ------------------ |
|    | Italia (bandiera) | P     | Mimma Fazio        |
|    | Italia (bandiera) | P     | Silvia Vicenzi     |
|    | Italia (bandiera) | D     | Carlotta Fagiolini |
|    | Italia (bandiera) | D     | Laura Neboli       |
|    | Italia (bandiera) | D     | Simona Zani        |
|    | Italia (bandiera) | C     | Lara Barbieri      |
|    | Italia (bandiera) | C     | Sara D'Alessio     |
|    | Italia (bandiera) | C     | Federica D'Astolfo |
|    | Italia (bandiera) | C     | Elisa Giugni       |
|    | Italia (bandiera) | C     | Giulia Nasuti      |

| N. |                   | Ruolo | Calciatrice         |
| -- | ----------------- | ----- | ------------------- |
|    | Italia (bandiera) | C     | Marina Pellizzer    |
|    | Italia (bandiera) | C     | Eleonora Prost      |
|    | Italia (bandiera) | C     | Valentina Zavanelli |
|    | Italia (bandiera) | A     | Jessica Bocedi      |
|    | Italia (bandiera) | A     | Vanessa Cavagni     |
|    | Italia (bandiera) | A     | Fabiana Costi       |
|    | Italia (bandiera) | A     | Valeria Davoli      |
|    | Italia (bandiera) | A     | Erika Lisi          |
|    | Italia (bandiera) | A     | Silvia Pontil       |
|    | Italia (bandiera) | A     | Sara Tommasi        |

## Calciomercato

### Sessione estiva
| Acquisti | Acquisti           | Acquisti          | Acquisti   |
| R.       | Nome               | da                | Modalità   |
| -------- | ------------------ | ----------------- | ---------- |
| C        | Federica D'Astolfo | Atletico Oristano | definitivo |

|  |

### Sessione invernale
|  |

| Cessioni | Cessioni             | Cessioni     | Cessioni   |
| R.       | Nome                 | a            | Modalità   |
| -------- | -------------------- | ------------ | ---------- |
| ?        | Alessandra Gualandri |              | svincolata |
| A        | Sara Tommasi         | Montale 2000 | svincolata |

## Risultati

### Serie A

#### Girone di andata
| Arbitro: | Di Lorenzo (Termoli) |

|           |           |  |
| Masia 76’ | Marcatori |  |

| Arbitro: | Rago |

|  |           |           |
|  | Marcatori | 20’ Greco |

| Arbitro: | Michele Chiantini (Pisa) |

|                        |           |                   |
| Mauro 7’ Ciardelli 51’ | Marcatori | 28’ (rig.) Giugni |

| Arbitro: | Giorgetti (Cesena) |

|  |           |                      |
|  | Marcatori | 11’ Zorri 63’ Panico |

| Arbitro: | Papaiz (Maniago) |

|                                                         |           |  |
| Bonometti 2’ Volpi 16’ Brumana 24’, 47’ Boni 74’ (rig.) | Marcatori |  |

| Arbitro: | Pansecchi (Ravenna) |

|                                                                         |           |  |
| Giugni 11’, 19’, 61’, 90’ Tommasi 24’, 33’ Pellizzer 46’ Prost 76’, 83’ | Marcatori |  |

| Arbitro: | Corbino (Alessandria) |

|  |           |           |
|  | Marcatori | 38’ Costi |

| Arbitro: | Marco Bellotti (Verona) |

|  |           |                                         |
|  | Marcatori | 11’ C. Dulbecco 73’ (rig.) Vecchiarello |

| Arbitro: | Podestà (Rimini) |

|           |           |                                  |
| Costi 38’ | Marcatori | 17’ Mangili 48’ Riboldi 48’ Rota |

| Arbitro: | Giovanni Scanu (Oristano) |

|  |           |            |
|  | Marcatori | 52’ Nasuti |

| Reggio Emilia 8 febbraio 2006, ore 14:30 CET 11ª giornata | Reggiana                      | 0 – 0 referto | Graphistudio Tavagnacco | Stadio comunale Mirabello (50 spett.)\| Arbitro: \| Fabrizio Ponzeveroni (Padova) \| |
| Arbitro:                                                  | Fabrizio Ponzeveroni (Padova) |               |                         |                                                                                      |

#### Girone di ritorno
| Arbitro: | Genova (Bologna) |

|            |           |  |
| Nasuti 60’ | Marcatori |  |

| Arbitro: | Luca Pairetto (Torino) |

|                          |           |           |
| Schiavi 16’ Paliotti 47’ | Marcatori | 85’ Costi |

| Arbitro: | Provesi (Treviglio) |

|  |           |             |
|  | Marcatori | 91’ Fuselli |

| Arbitro: | Antonio Metelli (Chiari) |

|                                     |           |  |
| Gangheri 16’ Panico 46’ Manieri 88’ | Marcatori |  |

| Arbitro: | Boriello (Mantova) |

|            |           |                        |
| Pontil 66’ | Marcatori | 4’ Brumana 86’ Manzoni |

| Arbitro: | Antonio Marongiu (Sassari) |

|  |           |                                                        |
|  | Marcatori | 1’ D'Astolfo 10’ Davoli 35’ D'Alessio 44’, 62’ Cavagni |

| Arbitro: | Bertasi (Verona) |

|           |           |             |
| Costi 51’ | Marcatori | 68’ Marsico |

| Senigallia 1º maggio 2006, ore 15:00 CEST 19ª giornata   | Vigor Senigallia | 1 – 1 referto | Reggiana | Stadio comunale (ca. 100 spett.) |
| \| \| \| \| \| Dulbecco 2’ \| Marcatori \| 27’ Nasuti \| |                  |               |          |                                  |
|                                                          |                  |               |          |                                  |
| Dulbecco 2’                                              | Marcatori        | 27’ Nasuti    |          |                                  |

| Arbitro: | De Milo |

|               |           |                                   |
| Rota 20’, 51’ | Marcatori | 6’ Nasuti 77’ D'Astolfo 86’ Prost |

| Reggio Emilia 13 maggio 2006, ore 15:00 CEST 21ª giornata | Reggiana                | 0 – 0 referto | Torres Terra Sarda | (ca. 100 spett.)\| Arbitro: \| Riccardo Davì (Bologna) \| |
| Arbitro:                                                  | Riccardo Davì (Bologna) |               |                    |                                                           |

| Arbitro: | Riccardo Ros (Pordenone) |

|                          |           |  |
| Simonato 25’ Bologna 2t’ | Marcatori |  |

### Coppa Italia

#### Primo turno
Girone 5
| Arbitro: | Barigazzi (Parma) |

|                            |           |             |
| Tommasi 49’, 62’ Costi 80’ | Marcatori | 12’ Rosetti |

| Arbitro: | Marsili (Viareggio) |

|               |           |  |
| Ciardelli 22’ | Marcatori |  |

| Arbitro: | Ronchi (Lodi) |

|  |           |              |
|  | Marcatori | 65’ Pongetti |

| Arbitro: | Berti (Prato) |

|               |           |  |
| Patu 81’, 86’ | Marcatori |  |

## Statistiche

### Statistiche di squadra
| Competizione | Punti | In casa | In casa | In casa | In casa | In casa | In casa | In trasferta | In trasferta | In trasferta | In trasferta | In trasferta | In trasferta | Totale | Totale | Totale | Totale | Totale | Totale | DR |
| Competizione | Punti | G       | V       | N       | P       | Gf      | Gs      | G            | V            | N            | P            | Gf           | Gs           | G      | V      | N      | P      | Gf     | Gs     | DR |
| ------------ | ----- | ------- | ------- | ------- | ------- | ------- | ------- | ------------ | ------------ | ------------ | ------------ | ------------ | ------------ | ------ | ------ | ------ | ------ | ------ | ------ | -- |
| Serie A      | 22    | 11      | 2       | 3       | 6       | 13      | 12      | 11           | 4            | 1            | 6            | 13           | 18           | 22     | 6      | 4      | 12     | 26     | 30     | -4 |
| Coppa Italia | -     | 2       | 1       | 0       | 1       | 3       | 2       | 2            | 0            | 0            | 2            | 0            | 3            | 4      | 1      | 0      | 3      | 3      | 5      | -2 |
| Totale       | -     | 13      | 3       | 3       | 7       | 16      | 14      | 13           | 4            | 1            | 8            | 13           | 21           | 26     | 7      | 4      | 15     | 29     | 35     | -6 |

### Andamento in campionato
| Giornata  | 1 | 2 | 3 | 4 | 5 | 6 | 7 | 8 | 9 | 10 | 11 | 12 | 13 | 14 | 15 | 16 | 17 | 18 | 19 | 20 | 21 | 22 |
| --------- | - | - | - | - | - | - | - | - | - | -- | -- | -- | -- | -- | -- | -- | -- | -- | -- | -- | -- | -- |
| Luogo     | T | C | T | C | T | C | T | C | C | T  | C  | C  | T  | C  | T  | C  | T  | C  | T  | T  | C  | T  |
| Risultato | P | P | P | P | P | V | P | P | P | V  | N  | V  | P  | P  | P  | P  | V  | N  | N  | V  | N  | P  |
| Posizione |   |   |   |   |   |   |   |   |   |    |    |    |    |    | 10 |    |    | 9  | 9  | 9  | 9  | 10 |

Legenda:

Luogo: C = Casa; T = Trasferta. Risultato: V = Vittoria; N = Pareggio; P = Sconfitta.

### Statistiche delle giocatrici
| Giocatore     | Serie A  | Serie A | Serie A     | Serie A    | Coppa Italia | Coppa Italia | Coppa Italia | Coppa Italia | Totale   | Totale | Totale      | Totale     |
| Giocatore     | Presenze | Reti    | Ammonizioni | Espulsioni | Presenze     | Reti         | Ammonizioni  | Espulsioni   | Presenze | Reti   | Ammonizioni | Espulsioni |
| ------------- | -------- | ------- | ----------- | ---------- | ------------ | ------------ | ------------ | ------------ | -------- | ------ | ----------- | ---------- |
| L. Barbieri   | ?        | ?       | ?           | ?          | 4            | 0            | ?            | ?            | 4+       | 0+     | ?           | ?          |
| J. Bocedi     | ?        | ?       | ?           | ?          | 1            | 0            | ?            | ?            | 1+       | 0+     | ?           | ?          |
| A. Bonati     | ?        | ?       | ?           | ?          | 0            | 0            | ?            | ?            | 0+       | 0+     | ?           | ?          |
| V. Cavagni    | ?        | ?       | ?           | ?          | 3            | 0            | ?            | ?            | 3+       | 0+     | ?           | ?          |
| F. Costi      | ?        | ?       | ?           | ?          | 3            | 1            | ?            | ?            | 3+       | 1+     | ?           | ?          |
| S. D'Alessio  | ?        | ?       | ?           | ?          | 4            | 0            | ?            | ?            | 4+       | 0+     | ?           | ?          |
| F. D'Astolfo  | ?        | ?       | ?           | ?          | 3            | 0            | ?            | ?            | 3+       | 0+     | ?           | ?          |
| V. Davoli     | ?        | ?       | ?           | ?          | 2            | 0            | ?            | ?            | 2+       | 0+     | ?           | ?          |
| C. Fagiolini  | 22       | ?       | ?           | ?          | 4            | 0            | ?            | ?            | 26       | 0+     | ?           | ?          |
| M. Fazio      | ?        | ?       | ?           | ?          | 2            | -2           | ?            | ?            | 2+       | -2+    | ?           | ?          |
| E. Giugni     | ?        | ?       | ?           | ?          | 3            | 0            | ?            | ?            | 3+       | 0+     | ?           | ?          |
| A. Gualandri  | ?        | ?       | ?           | ?          | 1            | 0            | ?            | ?            | 1+       | 0+     | ?           | ?          |
| E. Lisi       | ?        | ?       | ?           | ?          | 4            | 0            | ?            | ?            | 4+       | 0+     | ?           | ?          |
| ?. Maiola     | ?        | ?       | ?           | ?          | 1            | 0            | ?            | ?            | 1+       | 0+     | ?           | ?          |
| G. Nasuti     | 22       | ?       | ?           | ?          | 3            | 0            | ?            | ?            | 25       | 0+     | ?           | ?          |
| L. Neboli     | ?        | ?       | ?           | ?          | 3            | 0            | ?            | ?            | 3+       | 0+     | ?           | ?          |
| M. Pellizzer  | ?        | ?       | ?           | ?          | 3            | 0            | ?            | ?            | 3+       | 0+     | ?           | ?          |
| A. Pignagnoli | ?        | ?       | ?           | ?          | 0            | 0            | ?            | ?            | 0+       | 0+     | ?           | ?          |
| ?. Podio      | ?        | ?       | ?           | ?          | 1            | 0            | ?            | ?            | 1+       | 0+     | ?           | ?          |
| S. Pontil     | ?        | ?       | ?           | ?          | 4            | 0            | ?            | ?            | 4+       | 0+     | ?           | ?          |
| E. Prost      | ?        | ?       | ?           | ?          | 1            | 0            | ?            | ?            | 1+       | 0+     | ?           | ?          |
| S. Tommasi    | ?        | ?       | ?           | ?          | 1            | 2            | ?            | ?            | 1+       | 2+     | ?           | ?          |
| S. Vicenzi    | 0        | 0       | 0           | 0          | 2            | -3           | ?            | ?            | 2        | -3     | 0+          | 0+         |
| S. Zani       | ?        | ?       | ?           | ?          | 1            | 0            | ?            | ?            | 1+       | 0+     | ?           | ?          |
| V. Zavanelli  | ?        | ?       | ?           | ?          | 1            | 0            | ?            | ?            | 1+       | 0+     | ?           | ?          |